# Capitaine Cormoran
Le Cormoran puis Capitaine Cormoran est une série de bande dessinée française créée par Lucien Nortier et publiée dans l'hebdomadaire jeunesse Vaillant de novembre 1947 à avril 1962. Très rapidement, Nortier se fait aider par les scénaristes Roger Lécureux et Jean Ollivier, ce dernier reprenant la série avec le dessinateur Paul Gillon de 1952 à 1959. Un dernier récit court, non signé, est publié en 1962.
Cette bande dessinée d'aventures met en scène un corsaire breton qui, depuis sa base, « l'île de la Tortue », pille les navires britanniques ou espagnols qui croisent sa route. Que ce soit sous Nortier ou sous Gillon, la série a marqué ses lecteurs d'alors par son caractère trépidant et ses décors dépaysants. 

## Publications

### DansVaillant
```
Dans 
Vaillant
[
2
]
 :
```

### Albums
- Lucien Nortier, Le parchemin des îles Vierges, Vaillant, coll. « C'est un album Vaillant », 1948[3].
- Paul Gillon et Jean Ollivier, Capitaine Cormoran, Les Humanoïdes associés, coll. « Œuvres complètes », 1983  (ISBN 2731602090).
- Lucien Nortier, Capitaine Cormoran, Éditions du Taupinambour, 2 vol., 2014.